# Arild Midthun

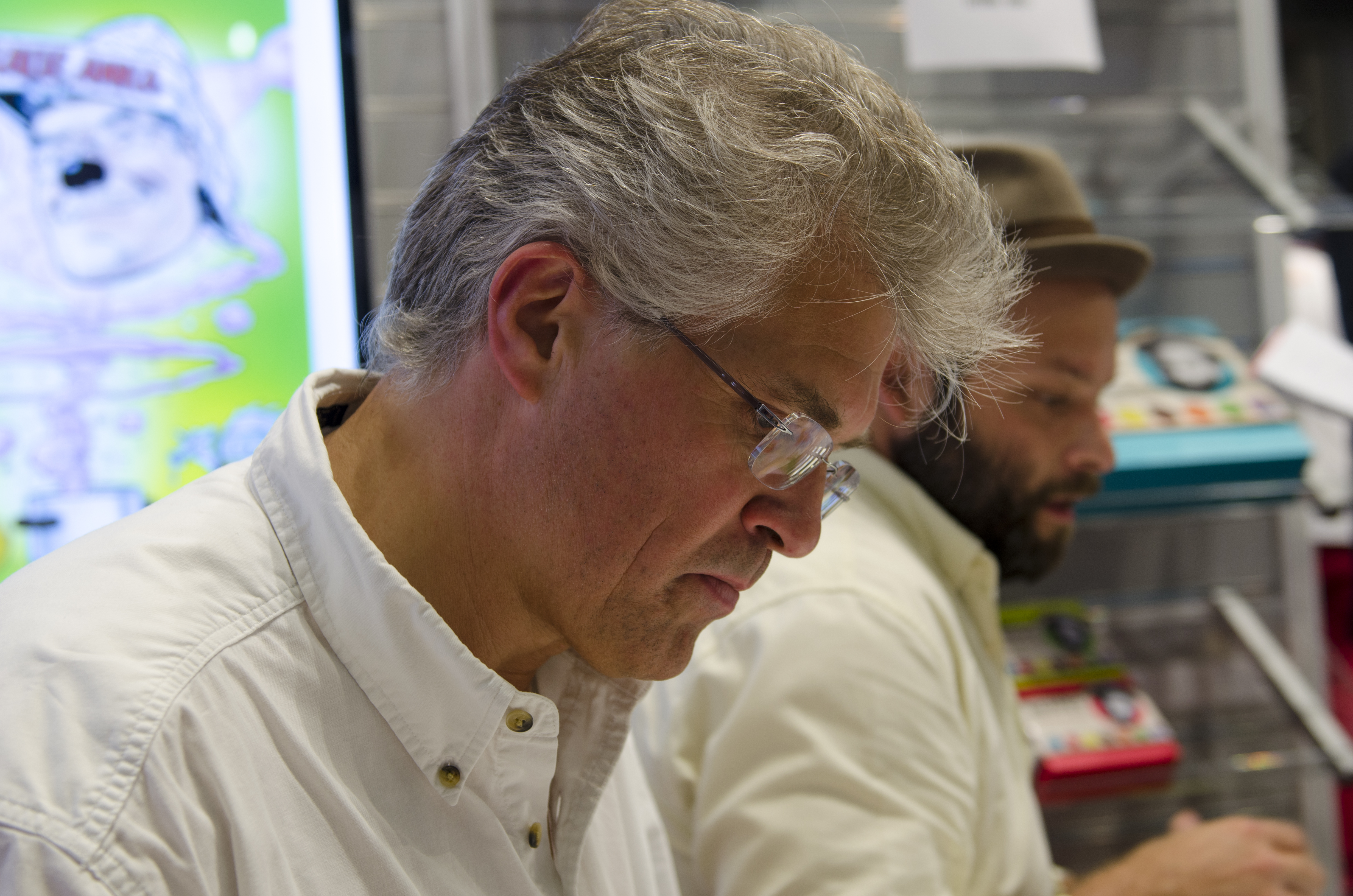
Arild Midthun, Bok & Bibliotek, Göteborg 2014.

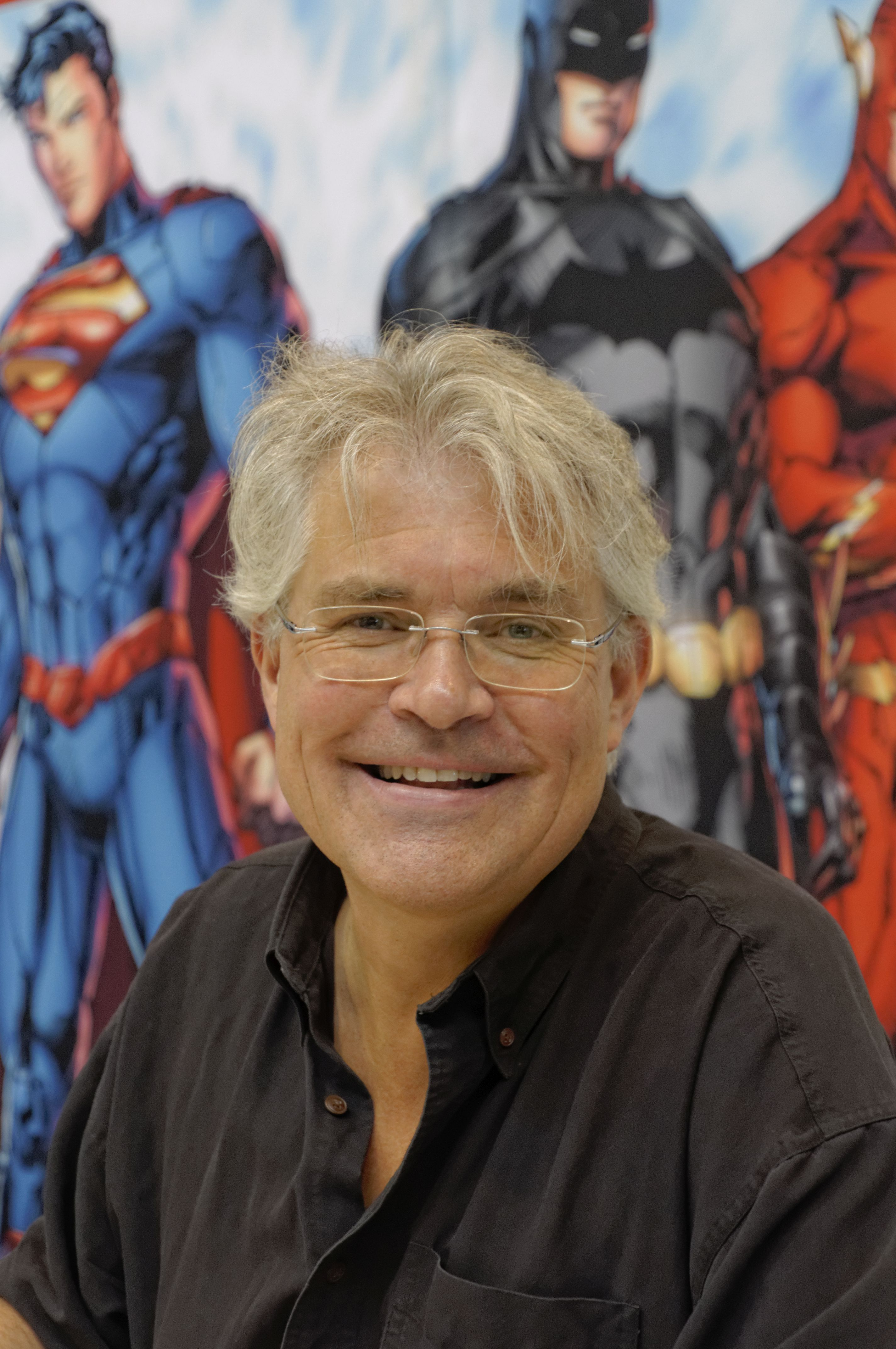
Arild_Midthun auf der Comic Con Germany 2019

Arild Midthun (* 6. Mai 1964 in Bergen, Norwegen) ist ein norwegischer Comiczeichner, Illustrator und Karikaturist. Midthun war als Comiczeichner auch teilweise unter dem Pseudonym Arnold Milten tätig. Er ist seit 1980 als Comiczeichner aktiv und seitdem in der norwegischen Comic-Branche mit einem unverwechselbaren Strich in einer beeindruckenden vielfältigen Breite bekannt. Der Zeichenstil von Midthun ist deutlich inspiriert von Humorserien des traditionellen frankobelgischen Comics. Im deutschen Sprachraum erschien im Februar 2014 eine Auswahl seiner für die dänische Egmont-Gruppe entstandenen Disney-Comics.

## Leben
1980 besuchte Midthun bei dem Norway Cup den Semic Nordisk Forlag in Oslo um sich mit seinen Zeichnungen vorzustellen. Der damalige Redakteur von Semic, Terje Nordberg, erkannte in dem damals 16-jährigen Midthun ein großes Talent und gab ihm ein paar Manuskripte, um für eine Serie zu zeichnen.
Daraufhin wurden seine ersten gezeichneten Arbeiten in der Comicserie Serie-fokus und in deren Nachfolgerin Sirkus nach einem Skript von Tormod Løkling veröffentlicht. Des Weiteren gestaltete Midthun zusammen mit Løkling Charakter eine Reihe von Comic-Einseitern für die norwegische Zeitschrift KOnK.
Nach seiner Mitwirkung am Comic Sirkus wurde er von Terje Nordberg und Eirik Ildahl unter Vertrag genommen und arbeitete fortan bei der Comicserie Phantom in Norwegen mit. 1983 zeichnete er seinen ersten Beitrag für die alljährlichen Weihnachtsalben in Norwegen, den norwegischen Comic Truls og Trine nach einer Textvorlage von Nordberg und Dag Kolstad. Diese Serie wurde mit dem norwegischen Comicpreis Kultur- og kirkedepartementets pris for barne- og ungdomslitteratur des Kulturdepartementet ausgezeichnet. Kolstad übernahm bei der Serie Sirkus allein das Texten und wurde so zu Midthuns Partner. Dag Kolstad und er schufen zusammen regelmäßig Comics für die norwegische Ausgabe von MAD. Ab 1985 arbeitete Arild Midthun mit Kolstad, Nordberg und Petter Engbo bei dem von Semic neugestarteten Gevion forlag mit. Seit Ostern 1986 wirkte er dauerhaft an deren Comicserie Pyton unter dem Pseudonym Arnold Milten mit. Auch andere Mitarbeiter bei der Comicserie Pyton verwendeten Aliasnamen, so auch die Autoren Tormod Løkling als Termos Løkring, Dag Kolstad als Dick Kolby sowie Rolf Håndstad Rhesus Minus und Balle Brock, um ihre Realnamen zu verschleiern, da die Serie als recht grobschlächtig angesehen wurde. Zusammen mit Løkling entwarf Midthun die Comicfigur Bottolf Nerd, die als Zugpferd des Comicmagazins galt. Darüber hinaus schuf Midthun in seiner Pyton-Zeit nach einem Skript von John-Kåre Raak den Charakter und die Hauptfigur zu Norge Rundt. Als 1995 Kolstad seinen Posten als Redakteur und Autor bei Pyton aufgab, arbeitete Midthun mit dessen Nachfolger Waldemar Hepstein zusammen.
1988 veröffentlichte er sein erstes Album zu der Serie Troll, gezeichnet im frankobelgischen Stil nach einem Storyboard von Terje Nordberg. Das Album wurde im gleichen Jahr mit dem Sproingprisen (Sproing Preis) ausgezeichnet, der Folgeband 1990 mit dem Kulturdepartementets tegneseriepris. Die Serie wurde jedoch aufgrund sinkender Verkaufszahlen eingestellt.
1996 veröffentlichte er das Album «Ivar Aasen – ei historie om kjærleik» (Ivar Aasen – eine Geschichte der Liebe), basierend auf einer Erzählung der Kinderbuchautorin Erna Osland. Im selben Jahr begann auch die Comicreihe Pappa og Pestus (geschrieben von Nordberg und Ildahl) in der Zeitschrift Ernie. In diesen beiden Serien festigte sich der Zeichenstil Midthuns im Vergleich zu seinen bisherigen Arbeiten. Die Ivar-Aasen-Serie war realistisch gestaltet und detailliert gezeichnet und basierte zum Teil auf Fotografien oder anderen Bildern. In Pappa og Pestus war Midthuns Zeichenstil im Vergleich zu seinen früheren Arbeiten wieder sehr vereinfacht.
Mithun zeichnete 2001 als Comiczeichner nach einer Textvorlage von Dag Kolstad für die norwegische Olsenbande-Junior-Filmreihe einen eigenen Comic dazu, der 2004 fortgesetzt wurde, als Comicserie ähnlich wie zur Senior-Olsenbande in Norwegen. Des Weiteren war er 2006 auch als Comiczeichner an dem Comic Kaptein Sabletanns verden (Käpt’n Säbelzahn Welt) zu dem fiktiven Piraten Käpt’n Säbelzahn beteiligt.
Midthun arbeitet derzeit als Disneyzeichner für die norwegische Ausgabe von Donald Duck & Co (entspricht in etwa der deutschen Micky Maus), die zu dem meistgelesenen Comiczeitschriften in Norwegen gehört. Für das Comicmagazin Donald Duck & Co hat er seit 2004 mehrere Titelblätter gestaltet und am 9. Juni 2005, zu Donald Ducks 71. Geburtstag, wurde sein erster langer Disney-Comic abgedruckt.
2014 wurden seine für Egmont gezeichneten Disney-Comics gesammelt in deutscher Fassung und mit einem Interview des Zeichners unter dem Titel Die besten Geschichten von Arild Midthun veröffentlicht.
Arild Midthun arbeitete auch freiberuflich als Illustrator und Karikaturist für verschiedene Buchverlage und Zeitungen, darunter die Aftenposten. Seit 2011 verfasst Midthun gemeinsam mit dem Schriftsteller Gunnar Staalesen jedes Jahr einen kurzen Krimi in Comicform, der auf mehr als 22 Millionen Milchkartons der Meierei Tine gedruckt wird und sich in Norwegen großer Beliebtheit erfreut.

## Bibliografie (Auswahl)
- 1983: Truls og Trine redder julen – Terje Nordberg und Dag E. Kolstad (Text), Zeichnungen von Arild Midthun, Semic, Neuausgabe 1998
- 1984: Truls og Trine julemysteriet – Terje Nordberg und Dag E. Kolstad (Text), Zeichnungen von Arild Midthun, Semic
- 1985: Truls og Trine : Trolljul – Terje Nordberg og Dag Kolstad, Zeichnungen von Arild Midthun, Bladkompaniet
- 2001: Olsenbanden jr. julealbum (Olsenbande Junior Weihnachtsalbum) Olsenbanden jr. og millionlotteriet julen (Die Olsenbande Junior und die Millionenlotterie); Autor: Dag E. Kolstad, Zeichnung: Arild Midthun, Kolorierung: Karl Bryhn; Oslo, Egmont Serieforlaget AS; ISBN 82-429-1942-9
- 2004: Olsenbanden jr. julealbum (Olsenbande Junior Weihnachtsalbum) Olsenbanden jr. hopper i det! (Die Olsenbande Junior springt); Autor: Dag E. Kolstad, Zeichnung: Arild Midthun, Kolorierung: Karl Bryhn; Oslo Egmont Serieforlaget
- 2006: Kaptein Sabletanns verden (Käpt’n Säbelzahn Welt) monatliche Erscheinweise; Autor: Dag E. Kolstad; Zeichnungen: Arild Midthun, Asbjørn Tønnesen und Jimmy Wallin
- 2014: Die besten Geschichten von Arild Midthun; Zeichnungen: Arild Midthun; Gebundene Ausgabe, 192 S., Egmont Comic Collection, ISBN 978-3-7704-3740-5